# Luca Orellano
Luca Nicolás Orellano (Francisco Álvarez, Buenos Aires, Argentina; 22 de marzo de 2000) es un futbolista argentino. Juega de extremo derecho y actualmente se encuentra en el Football Club Cincinnati, de la Major League Soccer.

## Trayectoria
Comenzó su carrera en Vélez en el año 2009, ingresando en las divisiones inferiores del club. Fue apareciendo en el primer equipo de la mano de Gabriel Heinze a lo largo del 2018, haciendo su debut oficial el 25 de noviembre de ese año en la victoria 2 a 0 frente al Club Atlético Unión.

## Estadísticas

### Clubes
Actualizado hasta su último partido disputado el 31 de julio de 2025.
| Club                            | Div.          | Temporada     | Liga  | Liga  | Liga   | Copas nacionales | Copas nacionales | Copas nacionales | Torneos internacionales | Torneos internacionales | Torneos internacionales | Total | Total | Total  |
| Club                            | Div.          | Temporada     | Part. | Goles | Asist. | Part.            | Goles            | Asist.           | Part.                   | Goles                   | Asist.                  | Part. | Goles | Asist. |
| ------------------------------- | ------------- | ------------- | ----- | ----- | ------ | ---------------- | ---------------- | ---------------- | ----------------------- | ----------------------- | ----------------------- | ----- | ----- | ------ |
| C. A. Velez Sarfield Argentina  | 1.ª           | 2018-19       | 1     | 0     | 0      | —                | —                | —                | —                       | —                       | —                       | 1     | 0     | 0      |
| C. A. Velez Sarfield Argentina  | 1.ª           | 2019-20       | 4     | 0     | 0      | 3                | 0                | 1                | 5                       | 1                       | 0                       | 12    | 1     | 1      |
| C. A. Velez Sarfield Argentina  | 1.ª           | 2020-21       | —     | —     | —      | 13               | 2                | 3                | —                       | —                       | —                       | 13    | 2     | 3      |
| C. A. Velez Sarfield Argentina  | 1.ª           | 2021          | 24    | 2     | 2      | 13               | 2                | 1                | 6                       | 1                       | 0                       | 43    | 5     | 3      |
| C. A. Velez Sarfield Argentina  | 1.ª           | 2022          | 22    | 1     | 1      | 16               | 3                | 3                | 12                      | 0                       | 3                       | 50    | 4     | 7      |
| C. A. Velez Sarfield Argentina  | Total club    | Total club    | 51    | 3     | 3      | 45               | 7                | 8                | 23                      | 2                       | 3                       | 119   | 12    | 14     |
| C. R. Vasco da Gama · Brasil    | 1.ª           | 2023          | 18    | 1     | 1      | 5                | 0                | 0                | —                       | —                       | —                       | 23    | 1     | 1      |
| C. R. Vasco da Gama · Brasil    | 1.ª           | 2024          | —     | —     | —      | 2                | 1                | 2                | —                       | —                       | —                       | 2     | 1     | 2      |
| C. R. Vasco da Gama · Brasil    | Total club    | Total club    | 18    | 1     | 1      | 7                | 1                | 2                | 0                       | 0                       | 0                       | 25    | 2     | 3      |
| F. C. Cincinnati Estados Unidos | 1.ª           | 2024          | 36    | 11    | 5      | —                | —                | —                | 6                       | 1                       | 0                       | 42    | 12    | 5      |
| F. C. Cincinnati Estados Unidos | 1.ª           | 2025          | 21    | 2     | 5      | —                | —                | —                | 3                       | 1                       | 1                       | 24    | 3     | 6      |
| F. C. Cincinnati Estados Unidos | Total club    | Total club    | 57    | 13    | 10     | 0                | 0                | 0                | 9                       | 2                       | 1                       | 66    | 15    | 11     |
| Total carrera                   | Total carrera | Total carrera | 126   | 17    | 14     | 52               | 8                | 10               | 32                      | 4                       | 4                       | 210   | 29    | 28     |
| 1. 2.                           |               |               |       |       |        |                  |                  |                  |                         |                         |                         |       |       |        |

## Palmarés

### Distinciones individuales
| Distinción                            | Año  |
| ------------------------------------- | ---- |
| Gol del año de la Major League Soccer | 2024 |